# Мінгачевірський тролейбус
Мінгачевірський тролейбус (азерб. Mingəçevir trolleybusu) — закрита тролейбусна система, котра була частиною громадського транспорту в Мінгечаурі, четвертому за кількістю населення місті Азербайджану.

## Історія
Тролейбус було запущено 15 квітня 1989 року. В час найбільшого розвитку мережа складалася з трьох маршрутів. Останній маршрут було закрито наприкінці 2005 року.

## Маршрути
В тролейбусній системі міста були такі маршрути:
1. Садівниче господарство —Селище АзГРЕС
2. Варвари — Депо — Варвари
3. Дормаш — Депо

## Парк
Тролейбусний парк міста Мінгечаур складався з 17 тролейбусів моделі ЗіУ-9. Станом на  2009 р. декотрі тролейбуси все ще стояли в депо.